# Barnadesia
Barnadesia is een geslacht van hoofdzakelijk struiken en kleine bomen uit de composietenfamilie (Asteraceae). De soorten zijn inheems in Zuid-Amerika, waar ze voorkomen van Colombia tot in het noorden van Argentinië. De meeste soorten komen voor in de Andes.

## Soorten
- Barnadesia aculeata
- Barnadesia arborea
- Barnadesia blakeana
- Barnadesia caryophylla
- Barnadesia ciliata
- Barnadesia corymbosa
- Barnadesia dombeyana
- Barnadesia glomerata
- Barnadesia horrida
- Barnadesia inermis
- Barnadesia jelskii
- Barnadesia kingii
- Barnadesia lehmannii
- Barnadesia macbridei
- Barnadesia macrocephala
- Barnadesia odorata
- Barnadesia parviflora
- Barnadesia polyacantha
- Barnadesia pycnophylla
- Barnadesia reticulata
- Barnadesia spinosa
- Barnadesia woodii
- Barnadesia wurdackii